# Finlandia Trophy
Finlandia Trophy – międzynarodowe zawody w łyżwiarstwie figurowym seniorów rozgrywane w Finlandii od 1995 r. Zawody odbywają się w Helsinkach, Vantaa lub Espoo. W ramach zawodów rozgrywane są konkurencje solistów, solistek, par sportowych i par tanecznych. Od sezonu 2014/15 wchodzą w cykl zawodów Challenger Series organizowanych przez Międzynarodową Unię Łyżwiarską. 	

## Medaliści
CS: Challenger Series

### Soliści
| Rok                               | Złoto                                      | Srebro                                     | Brąz                                       | Źr.    |
| --------------------------------- | ------------------------------------------ | ------------------------------------------ | ------------------------------------------ | ------ |
| 1995                              | Igor Paszkiewicz                           | Ilja Kulik                                 | NO                                         |        |
| 1996                              | Shepherd Clark                             | Szabolcs Vidrai                            | Anthony Liu                                | [ 1 ]  |
| 1997                              | Aleksiej Jagudin                           | Oleg Tataurow                              | Jewgienij Pluszczenko                      | [ 2 ]  |
| 1998                              | Dmytro Dmytrenko                           | Anthony Liu                                | Damon Allen                                | [ 3 ]  |
| 1999                              | Roman Sierow                               | Aleksiej Wasilewski                        | Jeff Langdon                               | [ 4 ]  |
| 2000                              | Jewgienij Pluszczenko                      | Li Yunfei                                  | Stanick Jeannette                          | [ 5 ]  |
| 2001                              | Ilja Klimkin                               | Roman Sierow                               | Gheorghe Chiper                            | [ 6 ]  |
| 2002                              | Andrejs Vlaschenko                         | Gheorghe Chiper                            | Ilja Klimkin                               | [ 7 ]  |
| 2003                              | Gheorghe Chiper                            | Johnny Weir                                | Kristoffer Berntsson                       | [ 8 ]  |
| 2004                              | Frederic Dambier                           | Roman Sierow                               | Marc-André Craig                           | [ 9 ]  |
| Zawody nie odbyły się w 2005 roku |                                            |                                            |                                            |        |
| 2006                              | Jeremy Abbott                              | Aleksandr Uspienski                        | Siergiej Dobrin                            | [ 10 ] |
| 2007                              | Tomáš Verner                               | Parker Pennington                          | Kevin Van Der Perren                       | [ 11 ] |
| 2008                              | Takahito Mura                              | Shaun Rogers                               | Siergiej Woronow                           | [ 12 ] |
| 2009                              | Daisuke Takahashi                          | Siergiej Woronow                           | Stephen Carriere                           | [ 13 ] |
| 2010                              | Artur Gaczinski                            | Kristoffer Berntsson                       | Samuel Contesti                            | [ 14 ] |
| 2011                              | Takahito Mura                              | Douglas Razzano                            | Maciej Cieplucha                           | [ 15 ] |
| 2012                              | Yuzuru Hanyū                               | Richard Dornbush                           | Javier Fernández                           | [ 16 ] |
| 2013                              | Yuzuru Hanyū                               | Siergiej Woronow                           | Artur Gaczinski                            | [ 17 ] |
| 2014 CS                           | Siergiej Woronow                           | Adam Rippon                                | Aleksandr Pietrow                          | [ 18 ] |
| 2015 CS                           | Konstantin Mieńszow                        | Adam Rippon                                | Siergiej Woronow                           | [ 19 ] |
| 2016 CS                           | Nathan Chen                                | Patrick Chan                               | Maksim Kowtun                              | [ 20 ] |
| 2017 CS                           | Jin Boyang                                 | Vincent Zhou                               | Adam Rippon                                | [ 21 ] |
| 2018 CS                           | Michaił Kolada                             | Cha Jun-hwan                               | Moris Kwitelaszwili                        | [ 22 ] |
| 2019 CS                           | Shōma Uno                                  | Sōta Yamamoto                              | Roman Sadovsky                             | [ 23 ] |
| 2020 CS                           | Zawody odwołano z powodu pandemii COVID-19 | Zawody odwołano z powodu pandemii COVID-19 | Zawody odwołano z powodu pandemii COVID-19 | [ 24 ] |
| 2021 CS                           | Jason Brown                                | Michaił Kolada                             | Dmitrij Alijew                             | [ 25 ] |
| 2022 CS                           | Cha Jun-hwan                               | Moris Kwitiełaszwili                       | Andreas Nordebäck                          | [ 26 ] |
| 2023 CS                           | Kao Miura                                  | Shun Satō                                  | Aleksandr Selevko                          | [ 27 ] |

### Solistki
| Rok                               | Złoto                                      | Srebro                                     | Brąz                                       | Źr.    |
| --------------------------------- | ------------------------------------------ | ------------------------------------------ | ------------------------------------------ | ------ |
| 1995                              | Jelena Iwanowa                             | Zuzanna Szwed                              | Jelena Sokołowa                            |        |
| 1996                              | Marija Butyrska                            | Julija Worobjowa                           | Jelena Sokołowa                            | [ 1 ]  |
| 1997                              | Irina Słucka                               | Julia Lautowa                              | Krisztina Czakó                            | [ 2 ]  |
| 1998                              | Jelena Sokołowa                            | Wiktorija Wołczkowa                        | Julija Ławrenczuk                          | [ 3 ]  |
| 1999                              | Jelena Sokołowa                            | Ołena Laszenko                             | Laetitia Hubert                            | [ 4 ]  |
| 2000                              | Jelena Sokołowa                            | Ołena Laszenko                             | Laetitia Hubert                            | [ 5 ]  |
| 2001                              | Sasha Cohen                                | Alisa Drei                                 | Wiktorija Wołczkowa                        | [ 6 ]  |
| 2002                              | Susanna Pöykiö                             | Tatjana Basowa                             | Alisa Drei                                 | [ 28 ] |
| 2003                              | Susanna Pöykiö                             | Alisa Drei                                 | Miriam Manzano                             | [ 29 ] |
| 2004                              | Susanna Pöykiö                             | Alisa Drei                                 | Elina Kettunen                             | [ 30 ] |
| Zawody nie odbyły się w 2005 roku |                                            |                                            |                                            |        |
| 2006                              | Kiira Korpi                                | Susanna Pöykiö                             | Júlia Sebestyén                            | [ 31 ] |
| 2007                              | Jenni Vähämaa                              | Susanna Pöykiö                             | Carolina Kostner                           | [ 32 ] |
| 2008                              | Akiko Suzuki                               | Laura Lepistö                              | Sarah Meier                                | [ 33 ] |
| 2009                              | Alona Leonowa                              | Laura Lepistö                              | Kiira Korpi                                | [ 34 ] |
| 2010                              | Akiko Suzuki                               | Kiira Korpi                                | Alona Leonowa                              | [ 35 ] |
| 2011                              | Sofja Birkjukowa                           | Jelena Glebowa                             | Alisa Mikonsaari                           | [ 36 ] |
| 2012                              | Julija Lipnicka                            | Kiira Korpi                                | Mirai Nagasu                               | [ 37 ] |
| 2013                              | Julija Lipnicka                            | Akiko Suzuki                               | Jelizawieta Tuktamyszewa                   | [ 38 ] |
| 2014 CS                           | Jelizawieta Tuktamyszewa                   | Samantha Cesario                           | Rika Hongo                                 | [ 39 ] |
| 2015 CS                           | Rika Hongo                                 | Julija Lipnicka                            | Joshi Helgesson                            | [ 40 ] |
| 2016 CS                           | Kaetlyn Osmond                             | Mao Asada                                  | Anna Pogoriła                              | [ 41 ] |
| 2017 CS                           | Marija Sotskowa                            | Carolina Kostner                           | Jelizawieta Tuktamyszewa                   | [ 42 ] |
| 2018 CS                           | Jelizawieta Tuktamyszewa                   | Elizabet Tursynbajewa                      | Viveca Lindfors                            | [ 43 ] |
| 2019 CS                           | Alona Kostornoj                            | Jelizawieta Tuktamyszewa                   | Yuhana Yokoi                               | [ 44 ] |
| 2020 CS                           | Zawody odwołano z powodu pandemii COVID-19 | Zawody odwołano z powodu pandemii COVID-19 | Zawody odwołano z powodu pandemii COVID-19 | [ 24 ] |
| 2021 CS                           | Kamiła Walijewa                            | Jelizawieta Tuktamyszewa                   | Alona Kostornoj                            | [ 45 ] |
| 2022 CS                           | Kim Ye-lim                                 | Kim Chae-yeon                              | Anastasija Gubanowa                        | [ 46 ] |
| 2023 CS                           | Kim Ye-lim                                 | Rinka Watanabe                             | Anastasija Gubanowa                        | [ 47 ] |

### Pary sportowe
| Rok                                                  | Złoto                                      | Srebro                                     | Brąz                                       | Źr.    |
| ---------------------------------------------------- | ------------------------------------------ | ------------------------------------------ | ------------------------------------------ | ------ |
| Konkurencja nie została rozegrana w latach 1995–2001 |                                            |                                            |                                            |        |
| 2002                                                 | Tatjana Czuwajewa / Dmytryj Pałamarczuk    | Wiktorija Borzenkowa / Andriej Czuwilajew  | Marcy Hinzmann / Steve Hartsell            | [ 48 ] |
| 2003                                                 | Utako Wakamatsu / Jean-Sebastien Fecteau   | Pascale Bergeron / Rob Davidson            | Marcy Hinzmann / Aaron Parchem             | [ 49 ] |
| Konkurencja nie została rozegrana w 2004 roku        |                                            |                                            |                                            |        |
| Zawody nie odbyły się w 2005 roku                    |                                            |                                            |                                            |        |
| Konkurencja nie została rozegrana w 2006 roku        |                                            |                                            |                                            |        |
| 2007                                                 | Marija Muchortowa / Maksim Trańkow         | Andrea Best / Trevor Young                 | Mari Vartmann / Florian Just               | [ 50 ] |
| Konkurencja nie została rozegrana w latach 2008–2015 |                                            |                                            |                                            |        |
| 2016 CS                                              | Meagan Duhamel / Eric Radford              | Kristina Astachowa / Aleksiej Rogonow      | Mari Vartmann / Ruben Blommaert            | [ 51 ] |
| 2017 CS                                              | Peng Cheng / Jin Yang                      | Nicole Della Monica / Matteo Guarise       | Ksienija Stołbowa / Fiodor Klimow          | [ 52 ] |
| 2018 CS                                              | Jewgienija Tarasowa / Władimir Morozow     | Kirsten Moore-Towers / Michael Marinaro    | Aleksandra Bojkowa / Dmitrij Kozłowski     | [ 53 ] |
| 2019 CS                                              | Anastasija Miszyna / Aleksandr Gallamow    | Alisa Jefimowa / Aleksandr Korowin         | Lubow Iluszeczkina / Charlie Bilodeau      | [ 54 ] |
| 2020 CS                                              | Zawody odwołano z powodu pandemii COVID-19 | Zawody odwołano z powodu pandemii COVID-19 | Zawody odwołano z powodu pandemii COVID-19 | [ 24 ] |
| 2021 CS                                              | Anastasija Miszyna / Aleksandr Gallamow    | Jewgienija Tarasowa / Władimir Morozow     | Ashley Cain-Gribble / Timothy LeDuc        | [ 55 ] |
| 2022 CS                                              | Annika Hocke / Robert Kunkel               | Alisa Jefimowa / Ruben Blommaert           | Brooke McIntosh / Benjamin Mimar           | [ 56 ] |
| 2023 CS                                              | Ellie Kam / Danny O’Shea                   | Rebecca Ghilardi / Filippo Ambrosini       | Marija Pawłowa / Aleksiej Swiatczenko      | [ 57 ] |

### Pary taneczne
| Rok                                                  | Złoto                                        | Srebro                                       | Brąz                                         | Źr.    |
| ---------------------------------------------------- | -------------------------------------------- | -------------------------------------------- | -------------------------------------------- | ------ |
| 1995                                                 | Sylwia Nowak / Sebastian Kolasiński          | Jelizawieta Stiekolnikowa / Dmitri Kazarłyga | NO                                           | [ 1 ]  |
| 1996                                                 | Anna Siemienowicz / Władimir Fiodorow        | Jekatierina Swirina / Władimir Leluch        | Iwona Filipowicz / Michał Szumski            |        |
| 1997                                                 | Anna Siemienowicz / Władimir Fiodorow        | Jekatierina Dawydowa / Roman Kostomarow      | Iwona Filipowicz / Michał Szumski            | [ 2 ]  |
| 1998                                                 | Ałbena Denkowa / Maksim Stawiski             | Oksana Potdykowa / Dienis Pietuchow          | Angelika Fuhring / Bruno Ellinger            | [ 3 ]  |
| 1999                                                 | Ałbena Denkowa / Maksim Stawiski             | Federica Faiella / Luciano Milo              | Oksana Potdykowa / Dienis Pietuchow          | [ 4 ]  |
| 2000                                                 | Ałbena Denkowa / Maksim Stawiski             | Natalja Romaniuta / Daniił Barancew          | Marika Humphreys / Vitaliy Baranov           | [ 5 ]  |
| 2001                                                 | Ałbena Denkowa / Maksim Stawiski             | Marika Humphreys / Vitaliy Baranov           | Chantal Lefebvre / Justin Lanning            | [ 6 ]  |
| Konkurencja nie została rozegrana w 2002 roku        |                                              |                                              |                                              |        |
| 2003                                                 | Ałbena Denkowa / Maksim Stawiski             | Oksana Domnina / Maksim Szabalin             | Pamela O’Connor / Jonathon O’Dougherty       | [ 58 ] |
| Konkurencja nie została rozegrana w 2004 roku        |                                              |                                              |                                              |        |
| Zawody nie odbyły się w 2005 roku                    |                                              |                                              |                                              |        |
| Konkurencja nie została rozegrana w latach 2006–2007 |                                              |                                              |                                              |        |
| 2008                                                 | Sinead Kerr / John Kerr                      | Anastasija Płatonowa / Aleksandr Graczow     | Kristina Gorszkowa / Witalij Butikow         | [ 59 ] |
| 2009                                                 | Sinead Kerr / John Kerr                      | Anastasija Płatonowa / Aleksandr Graczow     | Ałła Beknazarowa / Władymyr Zujew            | [ 60 ] |
| 2010                                                 | Nathalie Péchalat / Fabian Bourzat           | Nóra Hoffmann / Maxim Zavozin                | Kristina Gorszkowa / Witalij Butikow         | [ 61 ] |
| 2011                                                 | Tessa Virtue / Scott Moir                    | Maia Shibutani / Alex Shibutani              | Madison Chock / Evan Bates                   | [ 62 ] |
| 2012                                                 | Jekatierina Bobrowa / Dmitrij Sołowjow       | Anna Cappellini / Luca Lanotte               | Madison Hubbell / Zachary Donohue            | [ 63 ] |
| 2013                                                 | Tessa Virtue / Scott Moir                    | Madison Chock / Evan Bates                   | Justyna Plutowska / Peter Gerber             | [ 64 ] |
| 2014 CS                                              | Aleksandra Stiepanowa / Iwan Bukin           | Nielli Żyganszyna / Alexander Gazsi          | Anastasia Cannuscio / Colin McManus          | [ 65 ] |
| 2015 CS                                              | Kaitlyn Weaver / Andrew Poje                 | Isabella Tobias / Ilja Tkaczenko             | Laurence Fournier Beaudry / Nikolaj Sørensen | [ 66 ] |
| 2016 CS                                              | Aleksandra Stiepanowa / Iwan Bukin           | Madison Hubbell / Zachary Donohue            | Tiffany Zahorski / Jonathan Guerreiro        | [ 67 ] |
| 2017 CS                                              | Gabriella Papadakis / Guillaume Cizeron      | Aleksandra Stiepanowa / Iwan Bukin           | Laurence Fournier Beaudry / Nikolaj Sørensen | [ 68 ] |
| 2018 CS                                              | Aleksandra Stiepanowa / Iwan Bukin           | Olivia Smart / Adrián Díaz                   | Marie-Jade Lauriault / Romain Le Gac         | [ 69 ] |
| 2019 CS                                              | Madison Chock / Evan Bates                   | Wang Shiyue / Liu Xinyu                      | Bietina Popowa / Siergiej Mozgow             | [ 70 ] |
| 2020 CS                                              | Zawody odwołano z powodu pandemii COVID-19   | Zawody odwołano z powodu pandemii COVID-19   | Zawody odwołano z powodu pandemii COVID-19   | [ 24 ] |
| 2021 CS                                              | Gabriella Papadakis / Guillaume Cizeron      | Madison Chock / Evan Bates                   | Lilah Fear / Lewis Gibson                    | [ 71 ] |
| 2022 CS                                              | Laurence Fournier Beaudry / Nikolaj Sørensen | Kaitlin Hawayek / Jean-Luc Baker             | Juulia Turkkila / Matthias Versluis          | [ 72 ] |
| 2023 CS                                              | Juulia Turkkila / Matthias Versluis          | Christina Carreira / Anthony Ponomarenko     | Laurence Fournier Beaudry / Nikolaj Sørensen | [ 73 ] |